# Mount Ptolemy
Mount Ptolemy ist ein 1370 m hoher und isolierter Berg mit vier Gipfeln im Grahamland auf der Antarktischen Halbinsel. Er ragt unmittelbar nördlich des Gletschersystems Traffic Circle an der Nordwestseite des Mercator-Piedmont-Gletschers auf.
Erstmals gesichtet wurde er bei der Reise der US-amerikanischen Polarforscher Finn Ronne und Carl R. Eklund (1909–1962) per Hundeschlitten zum Traffic Circle im Rahmen der United States Antarctic Service Expedition (1939–1941). Der Falkland Islands Dependencies Survey nahm 1947 Vermessungen vor Ort vor. Das UK Antarctic Place-Names Committee benannte ihn 1962 nach dem ägyptischen Mathematiker, Astronom und Geografen Claudius Ptolemäus, der im zweiten Jahrhundert n. Chr. die Methode der Lokalisation eines Orts über geographischen Koordinaten (Längen- und Breitengrad) entwickelte.